# Culicoides hinmani
Culicoides hinmani är en tvåvingeart som beskrevs av Khalaf 1952. Culicoides hinmani ingår i släktet Culicoides och familjen svidknott. Inga underarter finns listade i Catalogue of Life.